# 张柏园
张柏园（1909年—1994年9月24日），男，天津人，中华人民共和国政治人物，曾任河南省人民委员会副省长，河南省政协副主席。